# Princes Street
Princes Street is een van de belangrijke winkelstraten en een verkeersader in de Schotse hoofdstad Edinburgh. De straat loopt in oost-westelijke richting en is de meest zuidelijk gelegen straat van de zogeheten New Town, een stadsdeel dat gebouwd werd in de tweede helft van de 18e en de eerste helft van de 19e eeuw. Princes Street is 1,6 km (een mijl) lang en strekt zich uit van Lothian Road in het westen tot Leith Street/North Bridge in het oosten. Aan de straat bevinden zich vestigingen van vele bekende Britse warenhuizen en een groot aantal souvenirwinkeltjes. Als verkeersweg wordt de straat voornamelijk gebruikt voor het openbaar vervoer. Anno 2009 werd de rijweg voor een groot deel opgebroken vanwege de aanleg van een trambaan, die de luchthaven van Edinburgh met het stadscentrum verbindt.
Opvallend aan Princes Street is het feit dat de straat voor het grootste deel slechts aan een kant, de noordelijke, bebouwd is. Door deze situatie, die ook door het parlement is bekrachtigd, heeft de bezoeker van de straat een onbelemmerd en spectaculair uitzicht op de Old Town, de Princes Street Gardens en Edinburgh Castle. De enige uitzondering is het gebouw van het imposante Balmoral Hotel ter hoogte van North Bridge. Daarnaast ligt de ingang van het spoorwegstation Waverley en het ondergrondse winkelcentrum Princes Mall.

## Geschiedenis
De straat zou oorspronkelijk St. Giles Street genoemd worden, naar de heilige Egidius of Gillis, de beschermheilige van Edinburgh. Koning George III maakte hier echter bezwaar tegen, omdat een als slecht bekendstaande wijk in Londen diezelfde naam droeg. Hierop werd de straat genoemd naar zijn twee zoons, de hertog van Rothesay (de latere koning George IV) en Frederik van York. De iets noordelijker gelegen en naar de koning genoemde George Street, die parallel loopt met Princes Street, is een 40 meter brede elegante winkelstraat, die oorspronkelijk bedoeld was als de belangrijkste handelsstraat. Voor bezoekers is Princes Street, vooral vanwege het uitzicht en de (goedkopere) warenhuizen, een aantrekkelijk alternatief.